# Goiá (compositor)
Gérson Coutinho da Silva, mais conhecido como Goiá, (Coromandel, 11 de janeiro de 1935 – Uberaba, 20 de janeiro de 1981) foi um compositor e radialista brasileiro.

## Biografia
Ainda em pequeno gostava de recitar e incentivado pelo pai que lhe deu o primeiro instrumento musical, uma gaita, logo passou para um cavaquinho e em seguida um violão.
Estudou música com o maestro José Ferreira mas sempre gostou de poesia e trovas, aos 18 anos foi com o pai Celso Coutinho para Goiânia, onde morou por dois anos, e formou o "Trio da Amizade", com programas diários na Rádio Brasil Central. Goiá e os componentes desse trio foram os primeiros do Estado de Goiás a gravar discos na Capital Paulista (foram dois discos 78 RPM na Columbia).
Na capital paulista, fez parte do elenco de diversas emissoras de rádio e suas composições foram gravadas por vários intérpretes, entre eles, Pedro Bento e Zé da Estrada, Liu e Léu, Irmãs Galvão, Zilo e Zalo, Caçula e Marinheiro, Tibagi e Miltinho, Primas Miranda, Belmonte e Amaraí, Sergio Reis, Celia e Celma, e muitos outros.
Um de seus maiores sucessos foi "Saudade de Minha Terra", feita em parceria com Pascoal Todarelli, o Belmonte e gravada inicialmente por Belmonte e Amaraí .
Morreu nove dias após completar 46 anos precocemente vitimado por uma doença hepática.

## Homenagens
Em 2006, o cantor Sérgio Reis lançou o CD "Tributo a Goiá", uma homenagem ao compositor.
Duas biografias foram escritas sobre Goiá, O poeta de Goiá, de Lúcio Rodrigues Flores e Negociações de um sedutor, de Diogo de Souza e Brito, editado pela Universidade Federal de Uberlândia, este último agraciado em 2010 com o Prêmio Funarte de Produção Critica em Música, do Ministério da Cultura.

## Discografia
- Capricho/Coisas da vida (1959) Califórnia 78
- Lencinho branco/Santinho esquecido (1960) Califórnia 78
- Mulheres do destino/Rancheiro feliz (1961) Califórnia 78
- Vaso da minha vida/Catarina (1962) Califórnia 78
- Goiá. Vol 1 [S/D] LP
- Goiá. Vol 2 [S/D] LP
- Goiá. Vol 3 [S/D] LP